# Іванівська сільська рада (Перемишлянський район)
| Іванівська сільська рада — колишній орган місцевого самоврядування у Перемишлянському районі Львівської області з адміністративним центром у с. Іванівка. Історична дата утворення: в 1994 році. Водоймища на території, підпорядкованій даній раді: річки Болотнянка, Яблунівка. Сільській раді були підпорядковані населені пункти: - с. Іванівка |

## Склад ради
Рада складалася з 16 депутатів та голови.

### Керівний склад ради
| ПІБ                     | Основні відомості                                                               | Дата обрання | Дата звільнення |
| ----------------------- | ------------------------------------------------------------------------------- | ------------ | --------------- |
| Комар Богдан Васильович | Сільський голова, 1963 року народження, освіта, безпартійний                    | 26.03.2006   | 31.10.2010      |
| Комар Богдан Васильович | Сільський голова, 1963 року народження, освіта середня спеціальна, безпартійний | 31.10.2010   |                 |

Примітка: таблиця складена за даними джерела